# Jason Dunford
Jason Edward Dunford (Nairobi, 28 novembre 1986) è un ex nuotatore keniota.
Ha due fratelli, uno dei quali, David, è anch'egli nuotatore.

## Biografia
È stato il primo atleta del suo Paese a partecipare alle competizioni di nuoto alle Olimpiadi. A Pechino 2008 ha partecipato ai 100 m farfalla, battendo nelle batterie il record olimpico con il tempo di 51"14 e arrivando poi 5º in finale, e nei 100 m sl.
Ai Mondiali di nuoto 2009 di Roma, è arrivato 6º sia nei 50 m che nei 100 m farfalla.
Ha vinto diverse medaglie d'oro ai campionati africani di nuoto. Si è aggiudicato un oro, un argento e un bronzo alle Universiadi del 2009.
Sposato dal 2014 con la statunitense Lauren Finzer, vive dividendosi tra Nairobi e San Francisco. Si è laureato in Biologia alla Stanford University.

## Palmarès
- Giochi del Commonwealth

Delhi 2010: oro nei 50m farfalla.
- Giochi panafricani

Algeri 2007: oro nei 50m farfalla, nei 100m farfalla e nei 200m farfalla, argento nei 50m sl e nei 100m dorso, bronzo nei 100m sl, nei 200m sl e nei 50m dorso.
Maputo 2011: oro nei 50m farfalla e nei 100m farfalla, argento nei 100m sl, nei 50m dorso e nei 200m farfalla, bronzo nei 50m sl, nella 4x100m sl, nella 4x200m sl e nella 4x100m misti.
- Campionati africani

Dakar 2006: oro nei 50m dorso e nei 100m farfalla, argento nei 100m sl, nei 200m sl e nei 50m farfalla e bronzo nei 50m sl.
Johannesburg 2008: oro nei 50m dorso, nei 50m farfalla e nei 100m farfalla, argento nei 100m sl e nei 200m sl.
Casablanca 2010: oro nei 50m farfalla e nei 100m farfalla, argento nei 50m sl e nei 100m sl.
Nairobi 2012: oro nei 50m sl, nei 50m farfalla e nei 100m farfalla, argento nei 100m sl e nei 50m dorso, bronzo nei 200m sl.
- Universiadi

Belgrado 2009: oro nei 100m farfalla, argento nei 50m farfalla e bronzo nei 100m sl.